# Izaias Maia Carneiro
Izaias Maia Carneiro (sinh ngày 5 tháng 6 năm 1975) là một cầu thủ bóng đá người Brasil.

## Sự nghiệp câu lạc bộ
Izaias Maia Carneiro đã từng chơi cho Yokohama FC.

## Thống kê câu lạc bộ

### J.League
| Đội         | Năm       | J.League | J.League | J.League Cup | J.League Cup | Tổng cộng | Tổng cộng |
| Đội         | Năm       | Trận     | Bàn      | Trận         | Bàn          | Trận      | Bàn       |
| ----------- | --------- | -------- | -------- | ------------ | ------------ | --------- | --------- |
| Yokohama FC | 2006      | 2        | 0        | -            | -            | 2         | 0         |
| Tổng cộng   | Tổng cộng | 2        | 0        | 0            | 0            | 2         | 0         |